# 소델리니 교수의 사고수첩
《소델리니 교수의 사고수첩》은 이정애가 창작한 만화이다. 1998년부터 대원의 만화 잡지 《화이트》에 연재되었으나 2000년 단행본 4권이 발행된 이후 연재가 중단되었다.

## 줄거리
르네상스 시대, 이탈리아 피렌체의 실세인 귀니첼리 대공의 아들 니콜로가 암살당한다. 귀니첼리 대공과 대공비는 니콜로를 대신할 "붉은 눈" 병에 걸려 버려진 니콜로의 쌍둥이 동생을 찾는다. 90세가 넘었지만 실험 실패로 10대의 미모를 가진 소델리니는 오랜 친구인 리토소의 주선으로 귀니첼리 대공의 아들을 찾아 치료할 것을 의뢰받는다.

## 등장 인물
임마뉴엘 데 소델리니
의학사이자 연금술사. 90세가 넘었지만 17세에 실수로 제조한 시약을 먹은 이후 10대의 미모를 그대로 가지고 있다. 귀니첼리 가의 은밀한 의뢰를 받고 "붉은 눈" 병을 앓고 있는 니콜로 공자를 치료하다가 니콜로 공자와 사랑에 빠진다. 나이에 걸맞지 않은 순진한 성격을 가지고 있다. 오랜 친구인 리토소에게 열렬한 구애를 받고 있지만 그를 친구 이상으로는 생각하지 않는다.
니콜로 발렌시아 귀니첼리
피렌체 귀니첼리 가의 적자. 암살된 니콜로 대공자와 쌍둥이 형제로 태어났으나 저주받은 병으로 인식되던 "붉은 눈" 병을 걸린 것으로 밝혀져 귀니첼리 가에서 버려진 후, 산속 오두막에서 16세까지 온갖 학대를 받으며 자란다. 그믐 밤이면 여성으로 변성하여 살인이나 화간 등을 저질렀으나 소델리니 교수의 치료로 회복된다. 원래 병을 치료한 후에 소델리니를 내칠 생각이었으나 암살당할 뻔한 자신을 헌신적으로 치료하는 소델리니의 모습을 보고 그에 대한 사랑의 감정을 깨닫는다.
리토소 헤르테 키아라몬티
피사 대학 법학과 교수. 사실은 천 년 동안 인간을 잡아먹으면서 인간으로 변신할 수 있게 된 표범이다. 오랜 기간 동안 극심한 고독에 시달리던 중에 자신과 같이 늙지도 죽지도 않는 소델리니 교수를 만나 그에게 구혼한다. 소델리니의 사랑을 받는 니콜로에게 강한 질투를 느낀다.
후아나 렘모니오 귀니첼리
귀니첼리 대공의 부인이자 귀니첼리 가의 실세. 귀니첼리 가의 권력 유지를 위해서는 자식마저 버릴 만큼 냉혹한 성격이다.
움베르토 귀니첼리
귀니첼리 가의 당주. 피렌체 최고의 권력자이나 실제로는 순박한 성격이다.
카타리나
소델리니 교수의 오두막에서 일하는 하인. 퉁명스러운 말투로 소델리니에게 잔소리를 하지만 내심 그를 걱정한다.